# ألبرت الثاني، دوق النمسا
ألبرخت الثاني (12 ديسمبر 1298 - 16 أغسطس 1358)، والمعروف أيضا بـ الحكيم أو الأعرج، وهو عضو في أسرة هابسبورغ، بحيث كان دوق النمسا وستيريا من 1330، وكذلك أصبح دوق كارينثيا منذ 1335 حتى وفاته.

## السيرة الذاتية
ولد ألبرخت الثاني في قلعة هابسبورغ في شوابيا، فهو الابن الرابع لـ ألبرخت الأول ملك ألمانيا وزوجته إليزابيث من غوريتسيا-تيرول، في البداية أُعد للمهنة الكنسية رغم أنه ما زال قاصراً، انتخب كـ أسقف باساو في 1313. ومع ذلك كان عليه أن يكافح مع مرشح المعارضة وإلا أنه تنازل عن منصبه في 1317، ويترك حياة الدينية للأبد.
بعد وفاة شقيقه الأكبر فريدرخ الوسيم في 1330، دون أبناء ذكور على قيد الحياة أصبح ألبرخت الثاني ومع شقيقه الأصغر أوتو البشوش حكام سوياً على ممتلكات الأسرة في النمسا وستيريا، وأيضا كان قادراً على زيادة ممتلكاته من ميراث زوجته يوهانا التي تكونت من كونتية في الألزاس «بفيرت» والعديد من المدن، وعلاوة على ذلك مع وفاة خاله الدوق هاينرخ في 1335، نجح ألبرت في إقامة دعواه في دوقية كارينثيا وكارنيولا.
كان لألبرخت سمعة عالية في أوساط القادة المدنيين والدينيين في أوروبا، ففي 1335 البابا بندكت السادس عشر طلب منه التوسط في الصراع الكنيسة مع الإمبراطور لودفيغ الرابع، بعد ذلك بعامين فيليب السادس ملك فرنسا طلب منه المساعدة ضد الإمبراطور فيتلسباخ لودفيغ الرابع والملك إدوارد الثالث ملك إنجلترا، ومع ذلك كان ألبرخت وفياً إلى الإمبراطور حتى وفاته عام 1347، كما أنه كان حليفاً مقرباً من ابنه لويس الخامس دوق بافاريا، وبعد هدم قلعة رابرسفيل من قبل قوات رودولف برون عام 1350 قام بهجوم على الكونفدرالي السويسري وفرض حصاراً على مدينة زيورخ ولكن دون جدوى.
في النمسا قام ألبرخت بناء الجوقة القوطية في كاتدرائية القديس إسطفان بفيينا والمعروفة بـ «الجوقة الألبرتية»، وأيضا حدد نظام الخلافة في أراضي هابسبورغ وفقاً لمبدأ البكورة، على الرغم أنه تجاهل هذا المبدأ بعد وفاته، إلا أن تم إعادتها في عهد ماكسيمليان، وأيضا تم اعتمد عليه في المرسوم العملي في 1713، وبقيت هذه القاعدة فعلياً جزءاً من قوانين الأساسية للنمسا حتى 1918، وأيضا تدين له ستيريا بدستورها السابق والمعروف بـ «كتاب ماونتن»، وينطبق نفس الشيء في كارينثيا.
تم التكهن بأن ألبرخت عانى من شلل مؤقت (سبب تسميته بـ «ألبرخت الأعرج») الناجم عن التهاب المفاصل الروماتويدي، فإذ الأمر كذلك فإنه لا يمنعه من إنجاب العديد من الأبناء ستة منهم وصلوا لسن البلوغ، توفي ألبرخت الثاني 1358 عن عمر يناهز التاسعة والخمسون عاماً،
```
وفقاً لنظامه أصبح ابنه البكر 
رودولف الرابع
 خليفته وأيضا كان الوصي على أخوته الصغار، ومع ذلك بعد وفاته في 1365 تم تقسيم الأراضي بين ابنيه الصغار 
ألبرخت
 
وليوبولد
.
```

## الزواج والذرية
في 15 فبراير 1324 تزوج ألبرخت من يوهانا من بفيرت ابنة أولريخ الثالث من بفيرت في فيينا، وأنجبت له:-
1. رودولف الرابع دوق النمسا (1 نوفمبر 1339 - 27 يوليو 1365)؛ تزوج مرتين، ليس لديه ذرية من كلتاهما.[6]
2. كاثرينا (1342 - 10 يناير 1381)؛ راهبة في دير سانت كلارا في فيينا.[6]
3. مارغريت (1346 - 14 يناير 1366)؛ تزوجت مرتين، ليس لديها ذرية من كليهما.[6]
4. فريدرخ الثالث دوق النمسا (1347 - 1362)؛ غير متزوج.[6]
5. ألبرخت الثالث دوق النمسا (9 سبتمبر 1349 - 29 أغسطس 1394)؛ تزوجت مرتين، لديه ذرية من زوجته الثانية، هو سلف خط الألبرتيني.[6]
6. ليوبولد الثالث دوق النمسا (1 نوفمبر 1351 - 9 يوليو 1385)؛ له ذرية، وهو سلف خط الليوبولديني.[6]